# Osvaldo Lamborghini
Osvaldo Lamborghini (Buenos Aires, 12 d'abril de 1940 - Barcelona, 18 de novembre de 1985) va ser un escriptor i poeta argentí. Es considera un dels grans mites de les lletres argentines contemporànies. Amb tan sols tres llibres publicats en vida –El fiord (1969), Sebregondi retrocede (1973) i Poemas (1980)– al costat de Novelas y cuentos (1988) i Tadeys (incomplet, 1994), que van aparèixer pòstumament, ha esdevingut un veritable autor de culte, una referència per a diverses generacions d'escriptors llatinoamericans i europeus. La seva obra anticipa la novel·la gràfica contemporània, el fanzine autoeditat, l'estètica del còmic i la literatura expandida, per esmentar alguns desbordaments del llibre tradicional.

## Biografia
En la seva infància va viure a Necochea. Fill d'un enginyer que va treballar per al govern del general Juan Domingo Perón, va créixer conscient dels successos polítics del seu país. Per això, en la seva joventut, s'adscriu al Partit Peronista, on adquireix protagonisme.
El 1972 va començar a fer il·lustracions, publicant la sèrie paròdica ¡Marc! amb el dibuixant Gustavo Trigo, la qual va ser molt estimada per la crítica, en la revista TOP Maxi Historietas.
El 1973, després de la publicació del seu primer text El Fiord, la seva participació activa en aquest moviment polític decreix i l'escriptor emprèn un camí totalment diferent, que l'apropa, intuïtivament, al sector ortodox del peronisme i que finalitzarà amb el seu exili a Espanya tres anys més tard després del cop d'estat del 24 de març de 1976. Des d'aquesta data fins al 1985 viu a Barcelona, on mor d'un infart.
El 2015 el Museu d'Art Contemporani de Barcelona li dedicà una exposició retrospectiva. L'exposició del MACBA, però, abordà una faceta en la trajectòria lamborghiniana pendent d'explorar: la producció visual que va realitzar Lamborghini mentre vivia a Barcelona, entre 1981 i 1985, un vast conjunt de collages fotogràfics que es conservaven a l'arxiu del narrador i poeta des de la seva mort i que mai no s'han mostrat públicament.

## Obra
Des de la publicació del seu primer text en l'editorial Chinatown, la recepció en l'ambient de les lletres va ser polèmic. Els elements bàsics per a l'aproximació a un text literari eren insuficients per a aquest nou escriptor que va trencar amb els cànons de la literatura argentina arrossegats des de principis de segle. D'aquesta manera, si Jorge Luis Borges era la veu de la llei, Osvaldo Lamborghini s'oposa a ella, presentant una literatura carregada d'imatges de violència física i corporal, les quals busquen demostrar les imperfeccions de l'home. D'altra banda, la manera en què expressa el seu imaginari, l'apropa a Roberto Arlt, la qual cosa s'evidencia en la utilització de l'argot polític i el lunfardo en els seus textos.
Durant la seva estança a l'Argentina, va participar en la Literal al costat de Luis Gusmán i Germán García entre d'altres. En ella Lamborghini va presentar la seva nova opinió pel que fa a la situació política del seu país, mostrant-se més com un inadaptat. Aquesta nova conceptualització va tenir a veure amb la idea de marginalitat, que no només es va determinar pel seu canvi de pensament polític, sinó, i sobretot, pel tipus de literatura que desenvolupa que es caracteritza per l'ús reiterat de la paròdia i de les imatges pornogràfiques: "La mare, agafada com els déus durant tota la nit després de la pallissa, ni tan sols va notar la desesperació del nen (de "El niño y la relación con su madre"). El comú dels seus textos és la decadència dels éssers humans, la qual es pot dur a terme per tres tipus de violència: física, sexual i psicològica. Així, en els seus textos tots han sofert algun tipus d'abús o en són generadors d'un.